# Karl Kohn
V tomto článku byl použit překlad textu z článku Karl Kohn (Architekt) na německé Wikipedii.

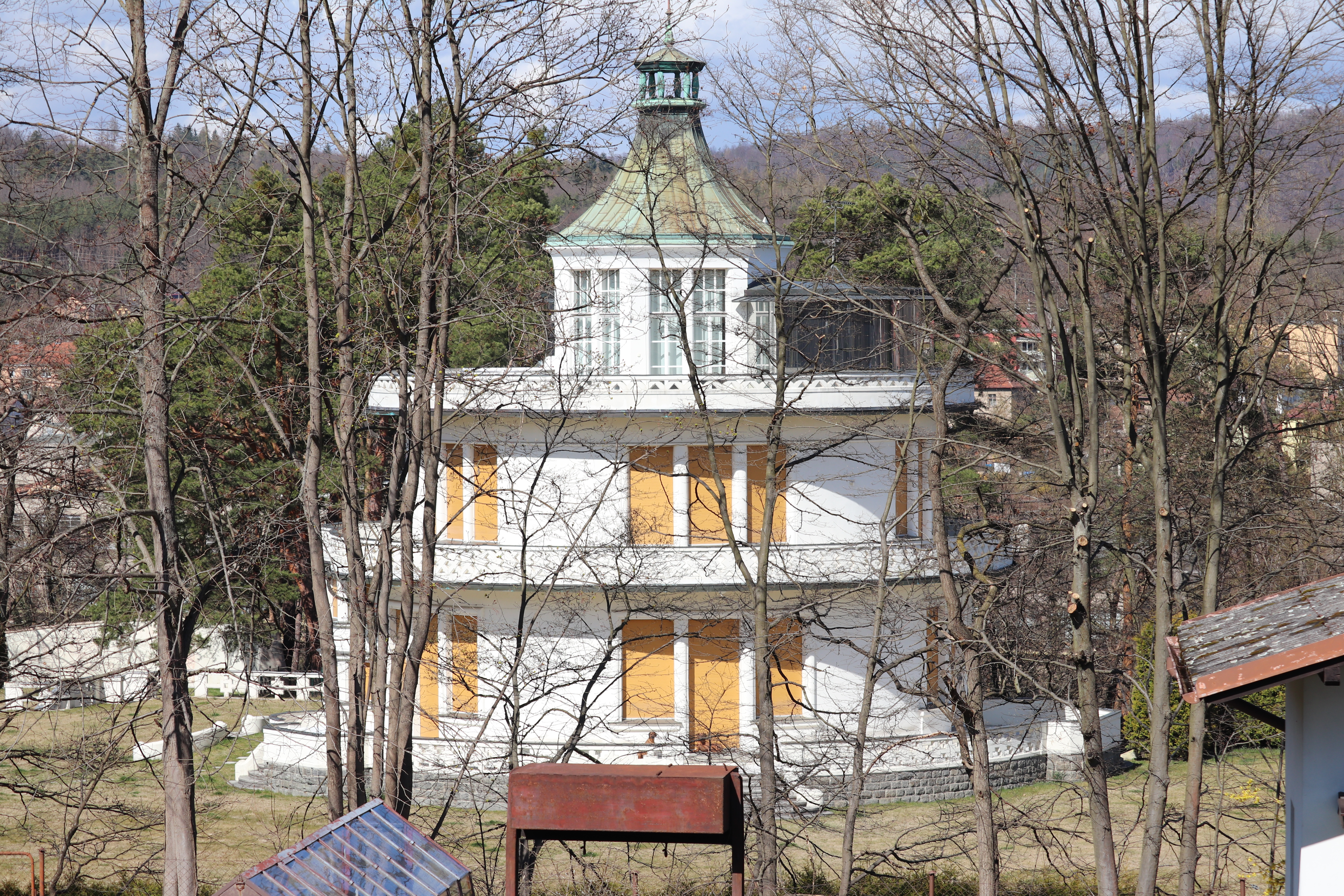
Vila pro továrníka Janečka od architektů Kohnových.

Karl Kohn (21. října 1894 Praha – 1979 Quito) byl pražský architekt židovského původu. Během svého pobytu v Československu až do vystěhování v roce 1939 používal jméno Karel Kohn. Řadu staveb realizoval se svým bratrem Otto Kohnem.

## Život
Rodiče jeho matky Schwarzové byla před válkou zcela asimilovaná bohatá pražská židovská rodina. Dědeček ze strany otce byl ortodoxní žid, jehož synové byli praktikující, ale neortodoxní židé.
Roku 1914 Karl Kohn absolvoval studium na Střední průmyslové škole stavební v Liberci. Během první světové války působil jako vojenský a civilní inženýr v Terstu, dosáhl hodnosti kapitána a získal několik vyznamenání. V letech 1918–1920 studoval architekturu na Akademii výtvarných umění v Praze v ateliéru Josefa Gočára. Od roku 1920 pracoval Karl Kohn společně se svým nejstarším bratrem Ottou, proto není možné u jejich staveb určit konkrétního autora. Široké rozpětí jejich tvorby sahalo od neobaroka a expresionismu až po funkcionalismus. Stylové provedení staveb se řídilo potřebami jejich klientů, mezi které patřili bohatí průmyslníci, podnikatelé i aristokraté. Roku 1931 vydal Max Eisler knihu "Architekti Ing. Otto a Karel Kohn". V knize obsahující 136 ilustrací je patrný příklon Kohnova architektonického stylu ke hnutí moderny. Dle Eislera byl pro bratry Kohnovy určující půdorys stavby, od kterého byla odvozena forma stavby. Prosvětlené interiéry, venkovní schodiště, terasy a balkony byly komponovány s ohledem na světové strany. Důraz byl kladen i na řemeslné zpracování nábytku, ve kterém byly dle Eislera umně kombinovány různé druhy dřeva, jasného lesku a decentních barev. Roku 1934 se Kohn oženil s Verou Schillerovou, s níž se seznámil v souvislosti se stavebním projektem jejích rodičů. Do jaké míry estetické cítění Karla Kohna určovalo i jeho soukromý život, ukazuje událost z předvečera svatby, kterou Vera Kohnová líčí ve své částečně autobiografické knize.
„Večer před svatbou mi zavolal ženich, aby se mě zeptal, co si vezmu na sebe. ‚Šaty, které mi navrhli v módním salonu, a ručně vyrobený závoj z bruselské krajky, který babička schovala pro svou první vnučku‘, odpověděla jsem. Z druhé strany telefonního drátu se ozval hlas mého budoucího manžela: ‚Takhle se ženit nebudu. Jsem moderní architekt, takový nevkus si nenechám líbit.‘“
Vera Schiller
V období mezi lety 1920–1939 se bratři Kohnovi vypracovali na jedny z nejznámějších pražských architektů. Jejich společný ateliér na Václavském náměstí zaměstnával v roce 1939 11 kreslířů.
Souběžně s architektonickou činností se Karel Kohn věnoval pod pseudonymem Karl Kagan i malířství a v letech 1931–1939 vystavoval své obrazy na třech samostatných výstavách v Praze. Během útěku rodiny Kohnových z Československa bylo 250 obrazů odesláno z Přístavu v Antverpách do Německa, kde se jejich stopa ztrácí.
Rostoucí nepřátelství vůči Židům po okupaci Československa v březnu 1939 donutilo Karla Kohna s rodinou k rozhodnutí o emigraci. Kohn při snaze o získání víza těžil ze své známosti s továrníkem Františkem Janečkem, pro kterého se svým bratrem Ottou v roce 1925 navrhli v Týnci nad Sázavou vilu. Továrník Janeček dodával zbraně Ekvádoru, který měl politické spory s Peru. Ekvádorská vláda měla u Zbrojovky ing. Janečka dluh, který se rozhodla vyrovnat tím, že Československým emigrantům udělila víza pro vstup do Ekvádoru. 2. února 1939 byla podepsána dohoda mezi československým ministerstvem zahraničí, československou národní bankou, československým ministerstvem sociálních věcí a zdravotnictví a Zbrojovkou na straně jedné a ekvádorskou vládou na straně druhé. Karel Kohn opustil Československo spolu s dalšími 23 členy rodiny Kohnových. Cesta do Jižní Ameriky začala v červnu 1939, kdy odjeli z Prahy do Londýna a dále do Liverpoolu, odkud se následně vydali na transatlantickou plavbu. Rodina Kohnovi matky za války zůstala v Praze a byla zcela vyvražděna nacisty v koncentračních táborech.
Po příjezdu do Ekvádoru odcestovali Kohnovi do Guayaqilu, kde se Karl poprvé seznámil s ekvádorskými umělci, mezi kterými byli Enrique Gil Gilbert, Abel Romero Castillo, Jaime Andrade Moscoso, Pedro León a další. 16. srpna 1939 se Kohn v Guayaqilu zúčastnil výstavy 62 uměleckých děl, mezi kterými byly i jeho akvarely namalované během cesty z Londýna do Guayaqilu a několik obrazů Guayaqilské atmosféry.
Na podzim 1939 se Karl a Otto vydali z Guayaqilu do Quita, kde chtěli vyřešit náležitosti spojené s dluhem ekvádorské vlády vůči Zbrojovce. v Quitu se Karl rychle začlenil do architektonické scény hlavního města a díky svému vzdělání i zkušenostem získal mezi místními architekty vysoké renomé. Pedro León nabídl Kohnovi místo profesora na Akademii výtvarných umění v Quitu. Kohn toto místo 2. prosince 1939 přijal a o rok později založil na Akademii katedru architektonického kreslení dle pražského vzoru, což byla do založení fakulty architektury na Universidad Central v Quitu v roce 1946 jediná instituce pro vysokoškolskou výuku architektury v Ekvádoru. Mezi Kohnovy studenty zde patřil i ekvádorský malíř Oswaldo Guayasamín. Na škole architektury vyučoval Kohn do roku 1954.
Mezi lety 1943-1948 působil Kohn na místě učitele stavebnictví a architektury na Dělostřelecké a ženijní škole ekvádorské armády Mimo výuku architektury a vlastní architektonickou činnost se Kohn i nadále věnoval malbě, ve které si získal respekt ekvádorské umělecké scény a roku 1949 se prosadil i na mezinárodním poli, když měl samostatnou výstavu v Seattleském uměleckém muzeu.
Kohnova hlavní aktivita však směřovala do oblasti městského plánování. V průběhu 30. let 20. století zažilo Quito v důsledku industrializace a přílivu venkovských dělníků neregulovaný stavební rozvoj. V roce 1940 publikoval Kohn v deníku El Commercio článek, kterým významně přispěl do architektonické debaty v Quitu. V článku poukázal na bohaté kulturní dědictví města a zároveň zdůraznil potřebu pečlivého řešení urbanistických problémů. Aby bylo možné obyvatelům zajistit vysokou životní úroveň, považoval Kohn za nejdůležitější aspekty humanizace Quita ochranu historického centra a využití veřejného prostoru pro rekreaci obyvatel. Kohn navrhl v Quitu monumentální západo-východní osu do které jako dominanty začlenil dvě okolní hory El Panecillo a Itchimbia. Podél bulváru navrhl a vypracoval plány ministerstev a vládních budov. Vrcholy bulváru pak měly na jeho koncích tvořit prezidentský palác a budova Národního shromáždění.
V roce 1955 ve svých úvahách o urbanismu a humanizaci městského prostoru dále pokračoval a navrhl přeměnu hory El Panecillo v městský park. Přestože Kohnův koncept nebyl realizován, stal se důležitým příspěvkem do architektonické debaty v Ekvádoru.
Kromě úvah o urbanismu se Kohn v Ekvádoru věnoval i navrhování nájemních, komerčních i vládních budov. Dle Kohnových návrhů bylo v Ekvádoru realizováno 105 staveb, z toho 90 v Quitu. Většina staveb byla později zbořena, nebo přestavěna. Stylově v sobě Kohnova architektura mísila středoevropskou a místní tradici. Vlastní vila Casa Kohn z roku 1951, ve které Kohn uplatnil principy Raumplanu Adolfa Loose, představuje vyvrcholení snahy o proměnu moderní evropské architektury.
V roce 1950 získal Kohn ekvádorské občanství a přijal svůj pseudonym Kagan jako své druhé příjmení - Karl Kagan Kohn.
Manželství Karla a Very Kohnových prožívalo v 50. letech vážnou krizi. V roce 1957 Vera Kohnová oznámila svému manželovi, že chce odejít a vydala se na téměř čtyřletý pobyt v Evropě, který strávila převážně terapií a terapeutickým výcvikem u Karlfrieda Dürckheima a Marie Hippiusové ve Schwarzwaldu. Během těchto let se spojení mezi Karlem a Verou Kohnovými nikdy nepřerušilo. Kohn svou ženu několikrát navštívil a jezdili spolu i na výlety. Zdá se, že Karl Kohn nezůstal v Ekvádoru po celou dobu, protože Vera Kohnová napsala: "Můj manžel na mě čekal v Evropě a Izraeli tři roky." O tom, co Karl Kohn v Evropě a Izraeli dělal, nejsou žádné informace.
Manželé Kohnovi se v srpnu 1961 společně vrátili do Ekvádoru. Vera Kohnová začala ve svých 49 letech studovat psychologii a o osm let později získala doktorát. Od této doby nejsou k dispozici žádné veřejně dostupné materiály o životě Karla Kohna. Zemřel v roce 1979 v Quitu. Nekrology ani přesné datum úmrtí se nedochovaly.

## Dílo
Dílu architektů Kohnů se mj. věnovala i výstava Splátka dluhu a stejnojmenná publikace věnovaná zmizelým židovským nebo německy mluvícím architektům v Československu. Mezi domy postavené Otto Kohnem patří například známá Janečkova vila či letenský Molochov v Praze.
Vybrané stavby bratří Kohnů
- vila Kohn, Pod Fialkou 2139/2, Praha 5 - Smíchov – vila rodiny Kohnů v Praze s pultovou střechou
- Janečkova vila, Na Chmelnici 74, Týnec nad Sázavou – vila zvaná „Kolotoč” pro zakladatele firmy Jawa[10]
- rodinný dům Na Truhlářce 1458/7, Praha 8 - Libeň
- činžovní dům, Veverkova 1/1101, Praha 7
- činžovní dům, Milady Horákové 84/851, Praha 7
- činžovní dům, Milady Horákové 86/850, Praha 7
- činžovní dům, Milady Horákové 88/849, Praha 7
- činžovní dům, Milady Horákové 90/848, Praha 7
- činžovní dům, Milady Horákové 96/845, Praha 7
- Mléčný bar VMF v „americkém slohu”, Molochov
- vila Pod Habrovou 11/371 ve vilové čtvrti na Barrandově
- bývalý palác Metro, Revoluční 772/21, Praha 1
- obchodní dům A. Broka, Rybná 678/9, Praha 1
- někdejší Hotel Meteor v Praze
- 2 vily ve Starých Splavech u Máchova jezera
- Vila Na Zámečnici v Praze
- výkladec obuvní firmy Krása v pražské Lucerně
- Casa Kohn, Quinto, Ekvádor[11]

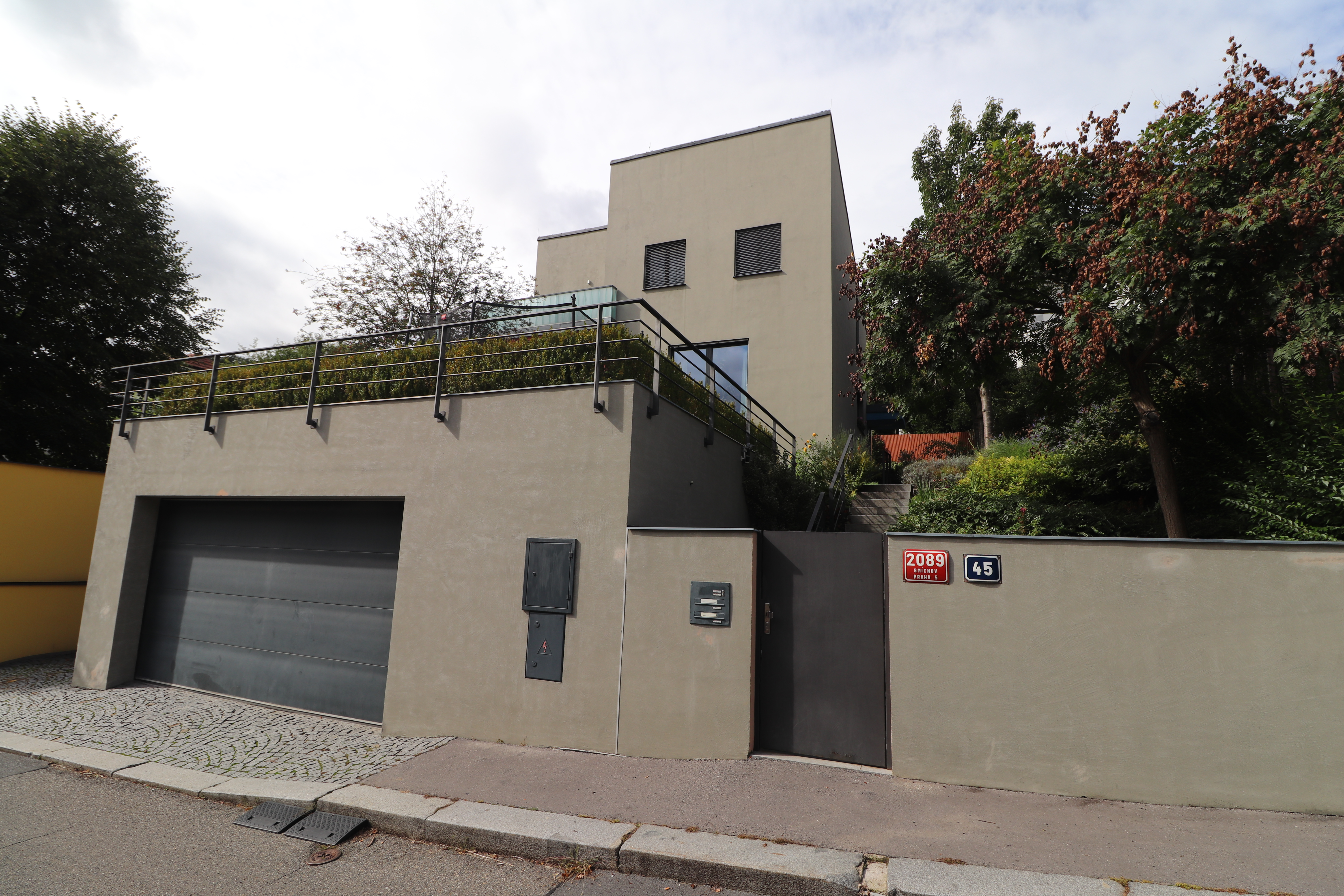
Smíchov čp. 2089, Ke Klimentce 45, Praha 5
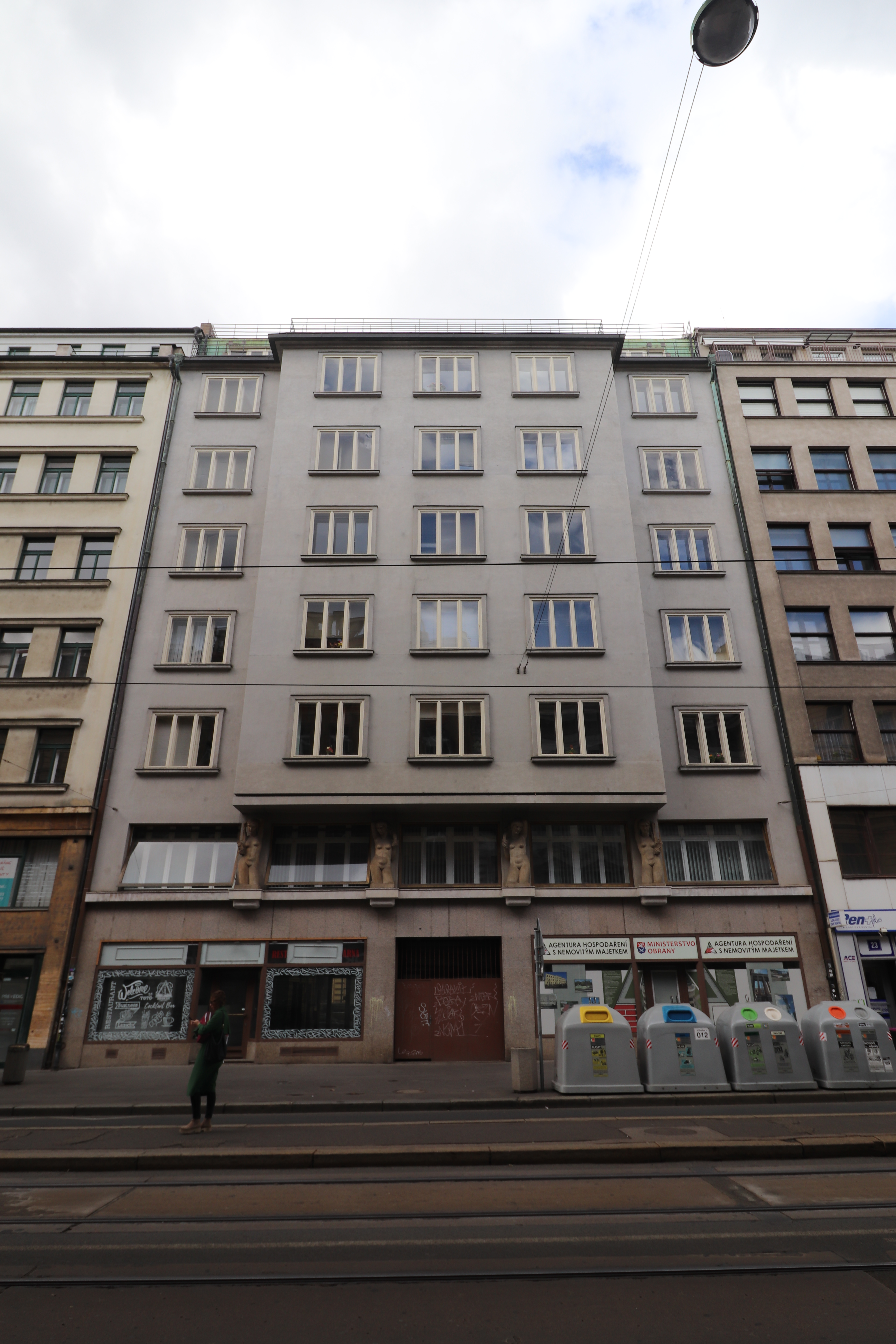
Staré Město čp. 772, Revoluční 21, Praha 1
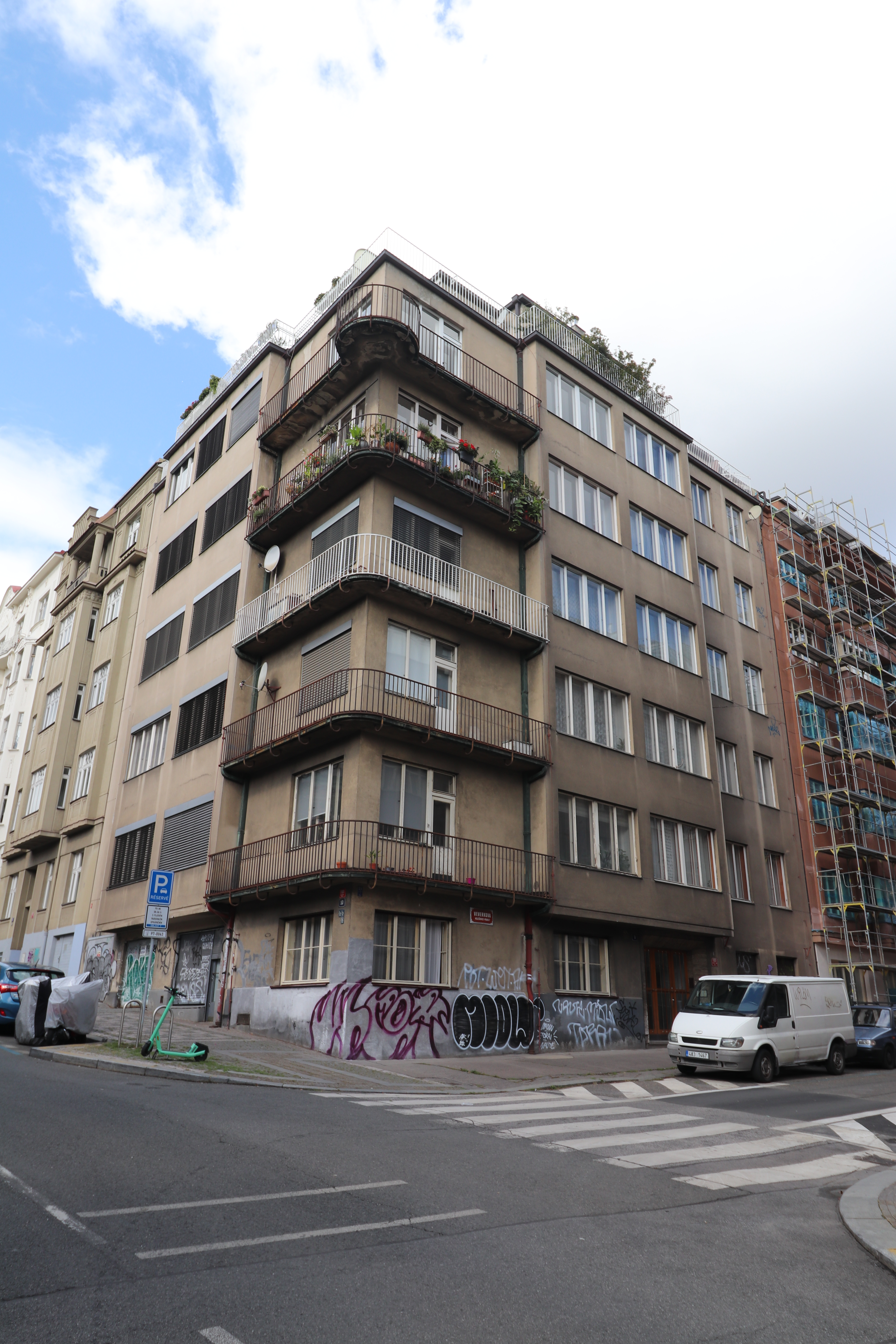
Holešovice čp. 1101, Veverkova 1, Kostelní 10, Praha 7
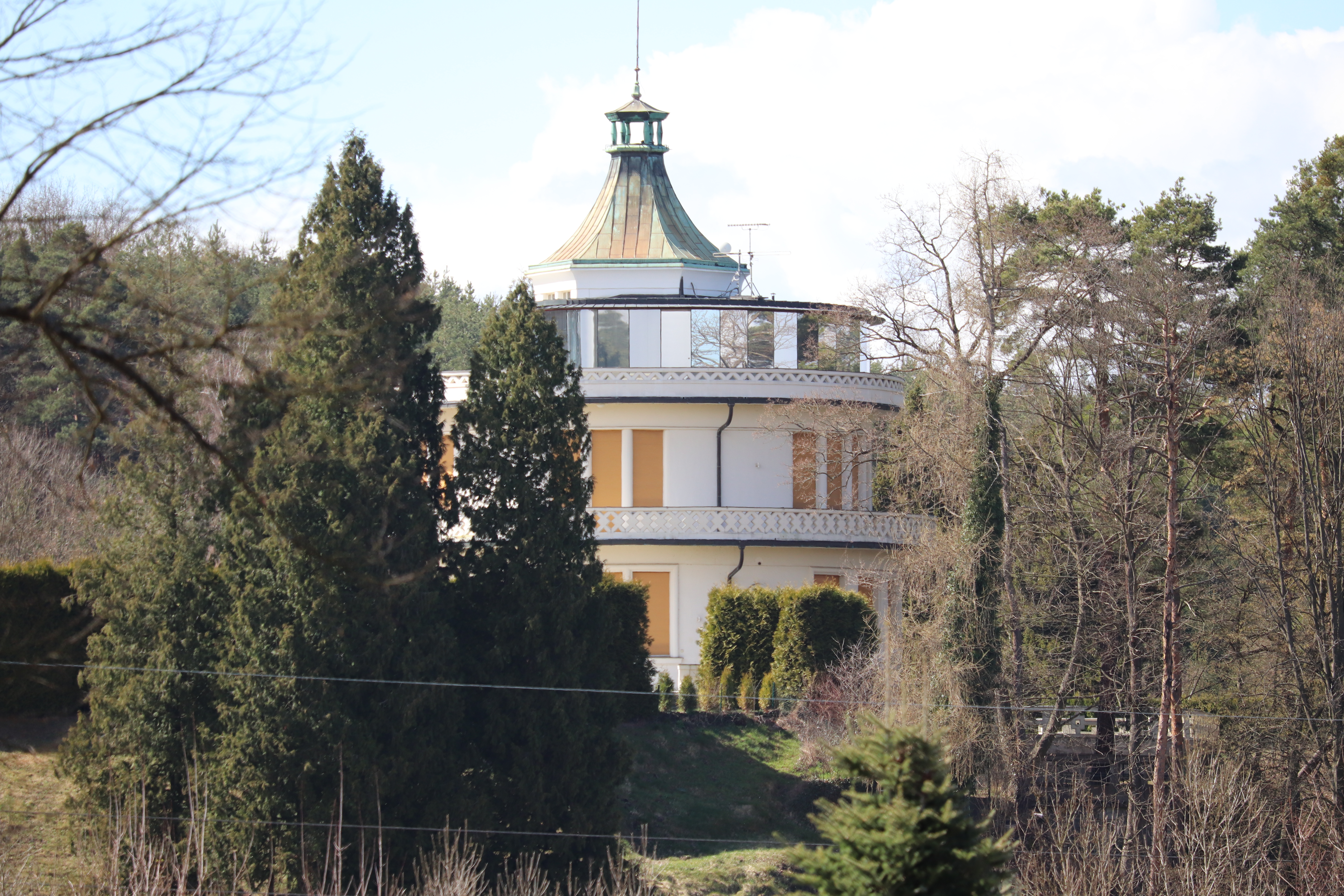
Na Chmelnici 74, Týnec nad Sázavou
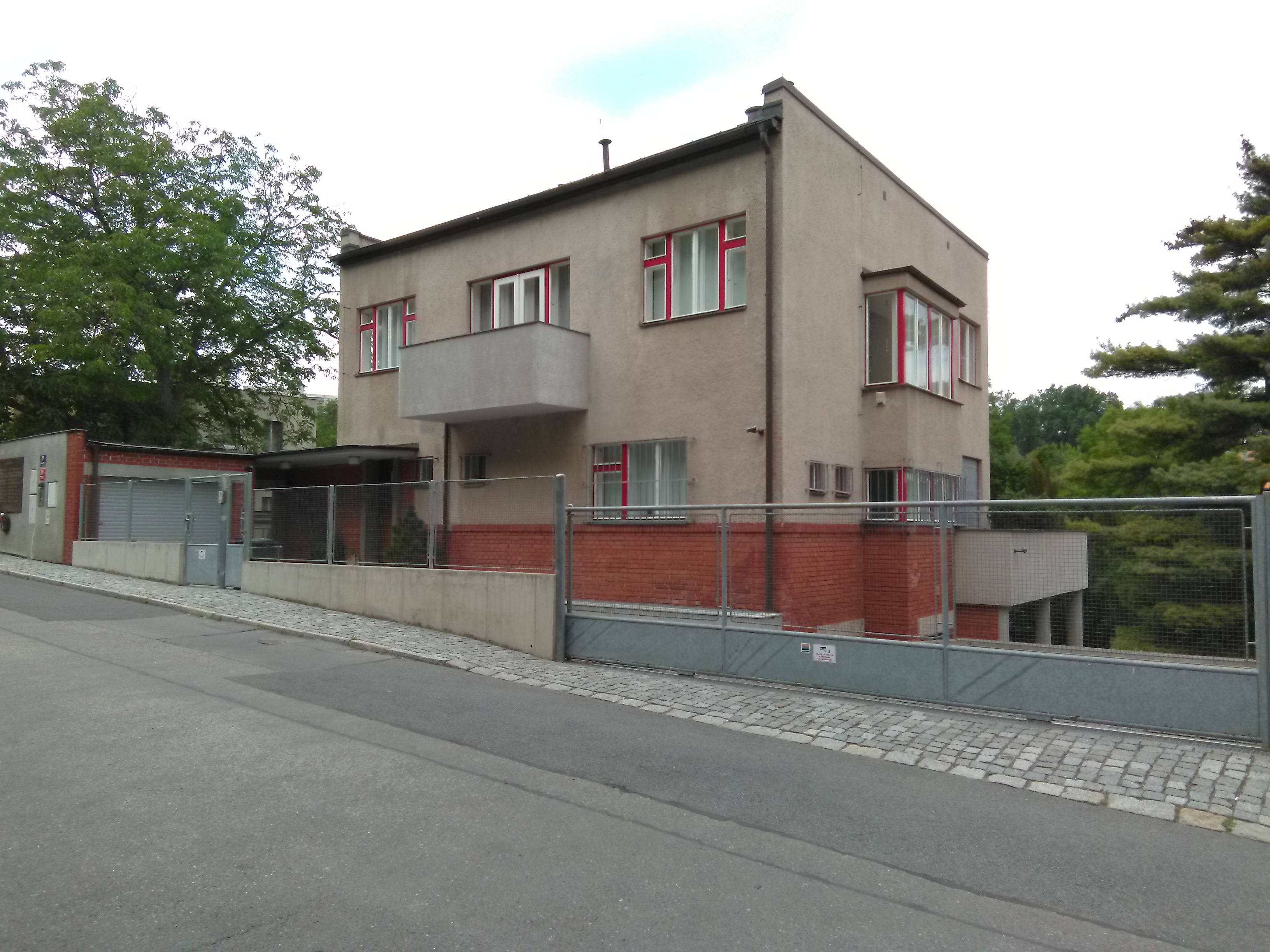
Hlubočepy čp. 371, Pod Habrovou 11, Praha 5
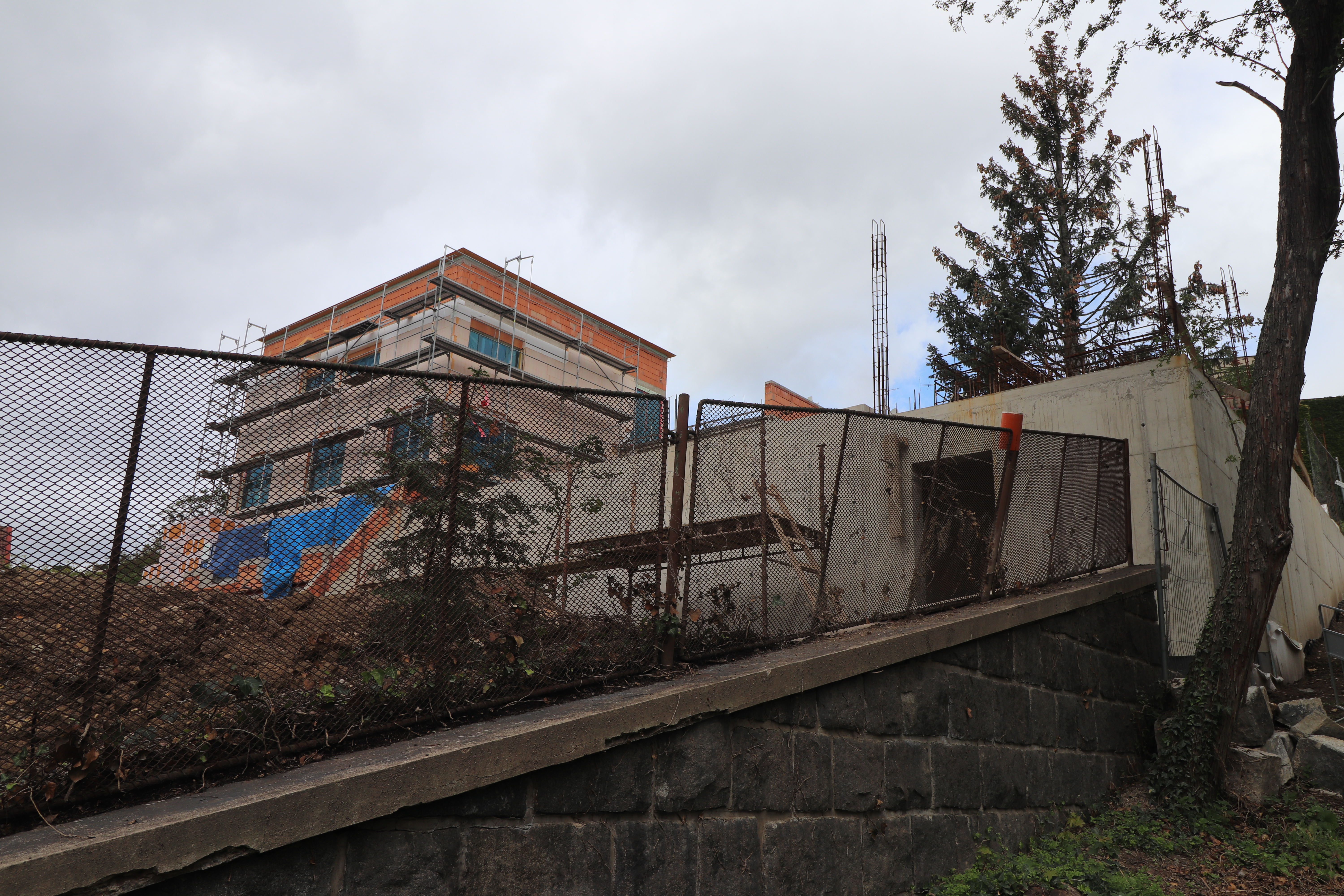
Smíchov čp. 2139, Pod Fialkou 2, Praha 5
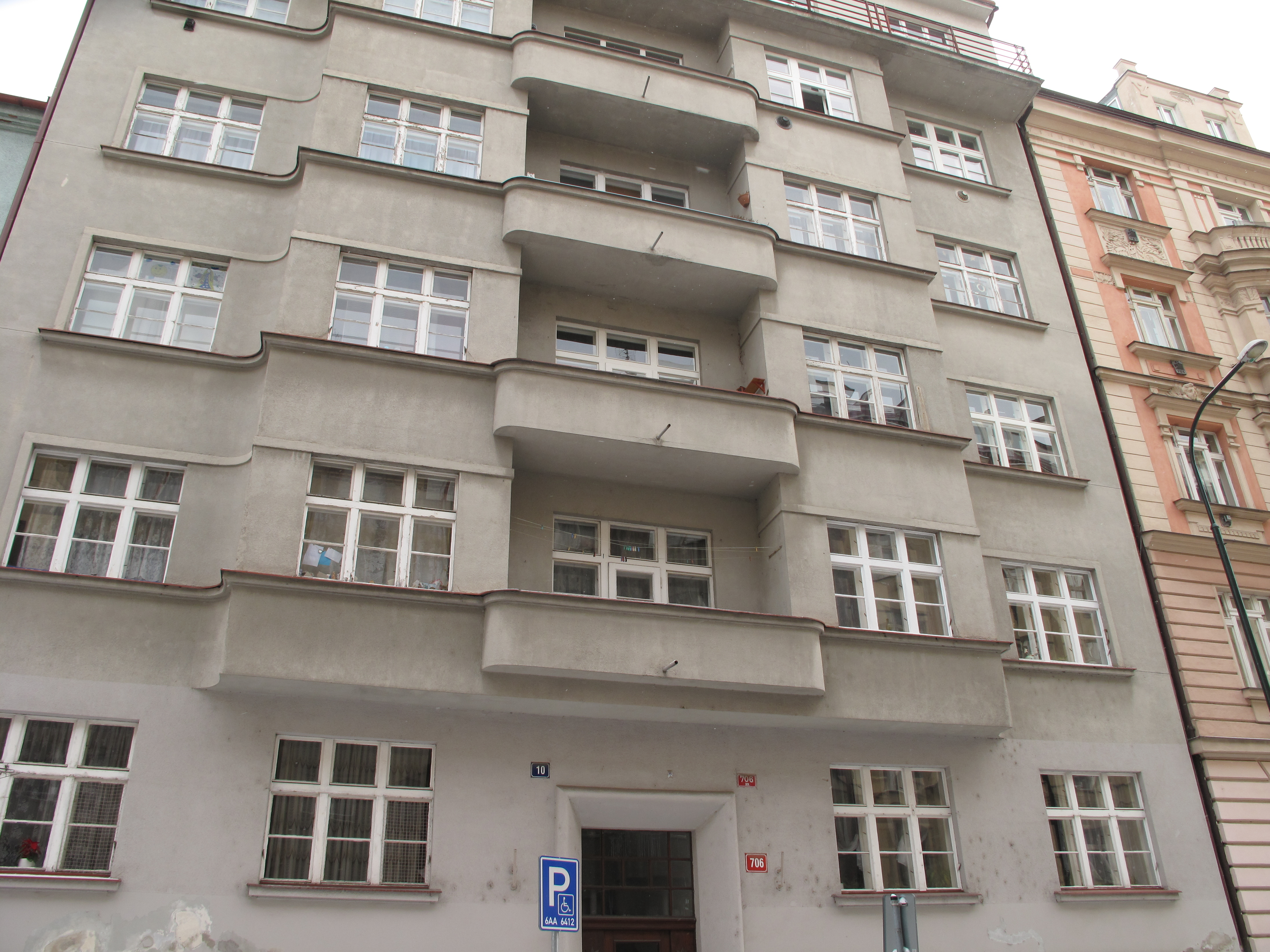
Nové Město čp. 706, Na Výtoni 10, Praha 2